# Monaster Smolny
Monaster Smolny (Smolny Monaster Zmartwychwstania Pańskiego) – nieczynny żeński klasztor prawosławny w Petersburgu, założony na polecenie carycy Elżbiety Romanowej, funkcjonujący w latach 1744–1764.

## Historia
Monaster został usytuowany na placu, gdzie w okresie tworzenia przez Piotra I rosyjskiej floty wyrabiano smołę na potrzeby okrętów. Stąd pochodzi jego powszechnie używana potoczna nazwa. Caryca Elżbieta Romanowa zleciła budowę klasztoru prawdopodobnie dlatego, że miała zamiar sama wycofać się do niego, gdy podeszły wiek uniemożliwi jej spełnianie obowiązków państwowych. Kompleks budynków klasztornych zaprojektował Bartolomeo Rastrelli. W monasterze miało stale zamieszkiwać 200 mniszek, co sprawiło, że w 1764, po wprowadzeniu podziału klasztorów na klasy został on zakwalifikowany do najwyższej, pierwszej, przewidzianej dla największych liczebnie wspólnot. Jednak już cztery lata później klasztor został zlikwidowany (w 1764 pozostało w nim pięć mniszek), zaś jego zabudowania przejął Instytut Szlachetnie Urodzonych Panien. Adaptacją budynków monasterskich na szkołę zajął się architekt Jurij Felten. Według innego źródła klasztor formalnie istniał do 1822, gdy został zamknięty z braku sióstr.
Władysław Serczyk w następujący sposób opisuje sobór monasterski, który nazywa najpiękniejszym elementem całego kompleksu:

Dzięki zbliżeniu do siebie tradycyjnych w rosyjskim budownictwie sakralnym pięciu wież uzyskano smukłą, strzelistą sylwetkę, nie przypominającą niemal zupełnie swoich średniowiecznych pierwowzorów.

Zaprojektowany przez Rastrellego sobór nie został ukończony za jego życia (architekt zmarł w 1771); prace nad wykończeniem wnętrza obiektu trwały jeszcze po zlikwidowaniu klasztoru, dla którego był wznoszony, do 1835. Wzorem dla włoskiego architekta była cerkiew Zaśnięcia Matki Bożej w Moskwie, w słobodzie Pokrowka.
Kontynuatorem tradycji Monasteru Smolnego jest powstały w 1849 Nowodziewiczy Monaster Zmartwychwstania Pańskiego.
Sobór Monasteru Smolnego został zamknięty w 1923. W późniejszym czasie był wykorzystywany jako magazyn, w 1974 otwarto w nim filię Muzeum Historii Leningradu, a w 1990 w obiekcie urządzono salę koncertową. W 2014 sobór został przekazany Rosyjskiemu Kościołowi Prawosławnemu, jednak przywrócenie funkcji liturgicznych nastąpiło dopiero 25 stycznia 2016. Budynki dawnego Instytutu Smolnego są w posiadaniu różnych instytucji.